# Троє лісових чоловічків
«Троє лісових чоловічків» (нім. Die drei Männlein im Walde) — казка, опублікована братами Грімм у збірці «Дитячі та сімейні казки» (1812, том 1, казка 13). Згідно з класифікацією казкових сюжетів Аарне-Томпсона має номер 403: «Підмінена наречена». Оповідка розповідає про добру пасербицю, яка завдяки трьом чарівним лісовим чоловічкам стала королевою, попри злобливі підступи мачухи.
Вперше казку записано зі слів Доротеї Вільд, майбутньої дружини Вільгельма Грімма (у цій версії з'являються епізоди про зимові суниці та перетворення потопельниці у качку). Значно розширене друге видання вийшло за матеріалами Доротеї Фіман та Амелії Гассенпфлюг, яка, зокрема, додала епізод про жаби, що випадають з рота рідної дочки мачухи. Маленькі лісові чоловічки (нім. Haulemännerchen) в німецькому фольклорі — це чоловічки, що живуть в печері та викрадають нехрещених дітей.
Казка містить багато мотивів, що притаманні для європейських казок: надприродні персонажі, що дають щедрі подарунки, щасливе одруження як нагорода та жаби як символ покарання. Однак, згідно з німецьким літературознавцем Гансом-Йоргу Утером, прямі літературні прототипи казки в оповідці не простежуються.
Серед схожих казок батів Грімм: «Біла принцеса і чорна принцеса», «Братик і сестричка», «Принцеса-гусівниця», «Пані Метелиця» та «Святий Йосип у лісі». Крім того, схожі казкові сюжети зустрічаються у казці «Фея» Шарля Перро та у збірці «Пантамерон» Джамбаттіста Базіле («Три феї», III, 10; «Місяць» V, 2; «Три лимони» V, 9). 